# أليكس ستوري
أليكس ستوري هو مجدف وشخصية أعمال وسياسي بريطاني، ولد في 6 ديسمبر 1974 في فونتينبلو في فرنسا. نشط حزبياً في حزب المحافظين.

## وصلات خارجية
- أليكس ستوري على موقع الاتحاد الدولي للتجديف (الإنجليزية)
- أليكس ستوري على موقع اللجنة الأولمبية الدولية (الإنجليزية)
- أليكس ستوري على موقع أوليمبيديا (الإنجليزية)
- أليكس ستوري على موقع اللجنة الأولمبية البريطانية (الإنجليزية)